# Mariamman

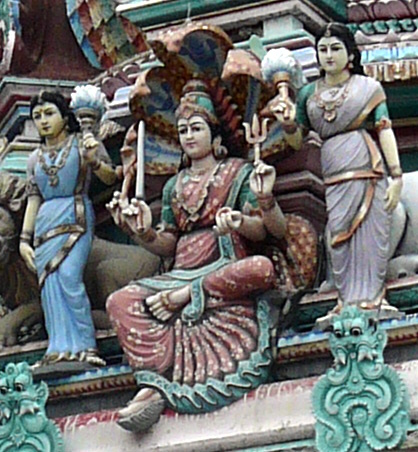
Mariamman, godin van ziekte, regen en bescherming

Mariamman (ook wel Māri, Mariaai of Amman genoemd) is een godin uit de Zuid-Indische Hindoeïstische mythologie. Ze is de godin van ziekte, regen en bescherming. Ze is nauw verbonden met de godinnen Parvati en Durga en kan worden gezien als de Zuid-Indische tegenhanger van Shitala Devi.
Mariamman is vermoedelijk ooit begonnen als godin aanbeden door een lokaal dorp of stam. Als godin van ziekte was ze aanvankelijk verbonden met alleen pokken, maar tegenwoordig ook huiduitslag en andere ziektes gebaseerd op hitte. Tevens wordt tot haar gebeden voor voorspoed en vruchtbaarheid binnen de familie.
Ze wordt vaak afgebeeld als een mooie, jonge vrouw gekleed in een rode jurk. Meestal wordt ze afgebeeld met twee tot vier armen, maar soms ook met meer als teken van haar vele krachten.